# Euptychia hannemanni
Euptychia hannemanni är en fjärilsart som beskrevs av Forster 1964. Euptychia hannemanni ingår i släktet Euptychia och familjen praktfjärilar. Inga underarter finns listade i Catalogue of Life.